# Solidago ovata
Solidago ovata là một loài thực vật có hoa trong họ Cúc. Loài này được Friesner miêu tả khoa học đầu tiên năm 1933.